# Герберт Кеттнер
Герберт Кеттнер (нім. Herbert Kettner; 22 квітня 1894, Дрезден — 11 липня 1969, Мюнхен) — німецький воєначальник, генерал-лейтенант люфтваффе (1 жовтня 1943).

## Біографія
11 березня 1913 року вступив у 182-й піхотний полк. Учасник Першої світової війни, командував взводом, ротою свого полку. З грудня 1915 по лютий 1916 року пройшов підготовку льотчика-спостерігача. З 1 березня 1916 року — льотчик-спостерігач 5-ї бомбардувальної ескадри, потім 19-го та 279-го авіазагонів. 1 грудня 1917 року переведений в інспекцію авіації. 31 грудня 1920 року звільнений у відставку.
21 липня 1933 року вступив в люфтваффе і був призначений радником при начальнику бойової підготовки. З 1 жовтня 1936 року — командир 27-го навчального авіабатальйону і комендант авіабази в Гальберштадті, з 1 квітня 1939 року — 52-го навчального авіаполку та комендант авіабази у Бромберзі. З 16 серпня 1942 року — комендант аеропортів 7-го району (Страсбург). 1 грудня 1942 року призначений командиром 12-ї авіапольової дивізії, керував її діями у боях в районі Волхова під Ленінградом, де дивізія зазнала великих втрат. З 1 грудня 1943 року — генерал для особливих доручень при штабі авіаційної області «Західна Франція». З 8 листопада 1944 року — інспектор військових поповнень у Шверіні. 8 травня 1945 року взятий в полон британськими військами. 9 липня 1947 року звільнений.

## Нагороди
- Залізний хрест 2-го і 1-го класу
- Військовий орден Святого Генріха, лицарський хрест
- Орден Альберта (Саксонія), лицарський хрест 2-го класу з мечами
- Орден Заслуг (Саксонія), лицарський хрест 2-го класу з мечами
- Нагрудний знак «За поранення» в чорному
- Пам'ятний знак пілота (Пруссія)
- Почесний хрест ветерана війни з мечами
- Медаль «За вислугу років у Вермахті» 4-го і 3-го класу (12 років)
- Нагрудний знак спостерігача
- Хрест Воєнних заслуг 2-го і 1-го класу з мечами